# Kristin Ross
Kristin Ross född 1953 är professor i litteratur vid New York University. Hon är framför allt känd för sin forskning på modern fransk litteratur och kultur.

## Liv och arbete
Ross mottog sin doktorstitel från Yale University 1981 och har sedan dess skrivit ett antal böcker, inklusive The Emergence of Social Space: Rimbaud and the Paris Commune (1988), Fast Cars, Clean Bodies: Decolonization and the Reordering of French Culture (1995) och May '68 and its Afterlives (2002).  Hon är dessutom medförfattare till Anti-Americanism (2004) med Andrew Ross (ingen relation). Dessutom har hon översatts till svenska genom sitt medförfattarskap till Vad innebär det att vara demokrat med bland andra Slavoj Žižek.

För Fast Cars, Clean Bodies, mottog Ross Critic's Choice Award och Lawrence Wylie Award för franska kulturstudier.
Ross har dessutom översatt flera verk från franska till engelska, inklusive Jacques Rancieres The Ignorant Schoolmaster. Utöver hennes forskning kring fransk kultur och litteratur har Ross även forskat på stads- och revolutionshistoria, politisk teori, ideologi och populärkultur.

### På svenska
- "Demokrati till salu" i Vad innebär det att vara demokrat, Tankekraft förlag, Stockholm, (2010)